# Lavey-Morcles
Lavey-Morcles este un oraș în Elveția.